# 홍천군·인제군
홍천군·인제군은 대한민국의 옛 국회의원 선거구이다. 당시 강원도 홍천군과 인제군 지역을 관할했다.

## 역사
제6대 국회의원 선거를 앞두고 홍천군 선거구와 인제군 선거구가 통합되면서 신설되었다.
제9대 국회의원 선거를 앞두고 홍천군 지역은 신설되는 원주시·원성군·홍천군·횡성군 선거구에 편입되었으며 인제군 지역은 속초시·양양군·인제군·고성군 선거구에 편입되게 됨에 따라 폐지되었다.

## 역대 국회의원
| 선거   | 정당 | 정당       | 의원   |
| ------ | ---- | ---------- | ------ |
| 1963년 |      | 민주공화당 | 이승춘 |
| 1967년 |      | 민주공화당 | 이승춘 |
| 1971년 |      | 민주공화당 | 이교선 |

## 역대 선거 결과

### 대한민국 제6대 국회의원 선거
|  | 35.56% |

|  | 24.34% |

|  | 18.57% |

|  | 18.08% |

|  | 3.41% |

### 대한민국 제7대 국회의원 선거
|  | 48.54% |

|  | 45.04% |

|  | 3.39% |

|  | 1.74% |

|  | 1.27% |

|  | 0% |

### 대한민국 제8대 국회의원 선거
|  | 58.26% |

|  | 33.92% |

|  | 6.24% |

|  | 1.56% |